# Gaeltacht ciutat de Galway
La Gaeltacht ciutat de Galway (en irlandès An Gaillimh) comprèn cinc divisions electorals: Bearna, Ballybrit, Castlegar, Menlough i Knocknacarragh. Degt a la proximitat a la Gaeltacht més gran d'Irlanda, la ciutat de Galway ha esdevingut força important per al moviment de recuperació de la llengua i molts parlants d'irlandès s'hi han establit o hi han emigrat. Segons el cens de 2006 hi ha 31.153 persones a la ciutat de Galway que saben parlar irlandès. D'ells 8.080 el parlen de manera quotidiana i uns 1.500 viuen a l'àrea de la ciutat.
Les divisions electorals (ED) són:
1. Bearna (5,508) (17%)
2. Mionlach (4,651) (9%)
3. An Caislean Gearr (1,000) (11%)
4. Baile an Bhriotaigh (60) (15%)
5. Cnoc na Cathrach (18) (0%)

## Achreidh na Gaillimhe
Aquesta àrea es troba a l'est del riu Corrib, fora de les fronteres de la ciutat i té un petit nombre de parlants d'irlandès. Aproximadament hi ha 9.000 persones vivint en petites viles al voltant de la ciutat de les quals uns 1.500 són parlants d'irlandès diàries. Són les viles de Lisin an bhealaigh, Leacach beag, Baile an Chláir, Ceathru Bhrunaigh, Carn Mor i Baile an Teampaill.
Les divisions electorals (ED) són:
1. Tulaigh Mhic Aodhain (1,003) (21%)
2. Maigh Cuilinn (1,323) (21%)
3. Gaillimh an Tuath (34) (2%)
4. Eanach Dhuin (1,473) (10%)
5. Baile Chlair (1,536) (12%)
6. Ceathru Bhrunaigh (723) (18%)
7. Baile an Teampaill (186) (8%)
8. Leacach Beag (138) (10%)
9. An Carn Mor (1,887) (16%)
10. Sliabh an Aonaigh (615) (33%)